# Matsumuraeses trophiodes
Matsumuraeses trophiodes es una especie de polilla del género Matsumuraeses, tribu Grapholitini, subfamilia Olethreutinae. Fue descrita científicamente por Meyrick en 1908.

## Distribución
Se distribuye por Asia: Sri Lanka.